# Hof van Boechout

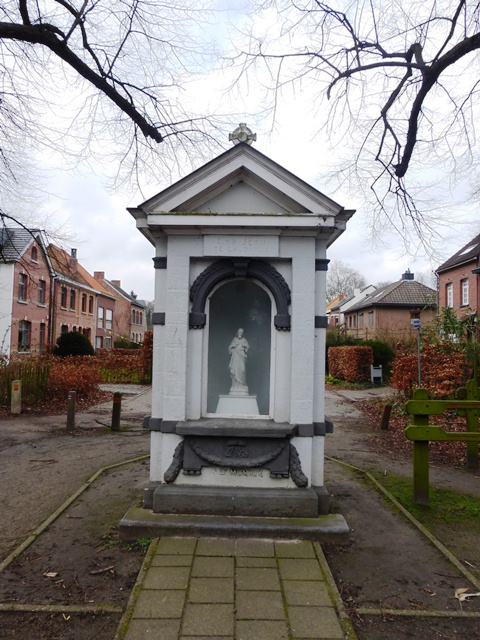
pijlerkapel

Het Hof van Boechout (ook: Kasteel Vredenberg) is een kasteel in de Antwerpse plaats Boechout, gelegen aan Hof van Boechout 3-6.

## Geschiedenis
In 1286 werd melding gemaakt van een mogelijke voorloper van het kasteel, in bezit van Gerondus de Boechout. In 1440 was sprake van het Hof van Immerseel, bezit van Hendrik van Immerseel. In 1520 kwam het aan Antonio del Vaille en in 1559 aan François van den Cruyce. In 1583 werd het kasteel door brand vernield en vermoedelijk was het François die een nieuw kasteel liet bouwen met de naam Vredenborgh. In 1645 kwam het aan Joseph de Smit en in 1662 aan Geraard van Groesbeeck, heer van Boechout. Tot einde 18e eeuw bleven de heren van Boechout hier wonen. Van 1663 tot 1674 werd het kasteel hersteld en vergroot. Geraard liet dreven aanleggen en de gracht graven, terwijl diens broer Jacob de torens van het kasteel in 1671 door vleugels verving en een Franse tuin liet aanleggen. In 1675 kwam het kasteel aan Carolus Franciscus Courtois en het bleef tot de Franse tijd in deze familie.
Van 1805-1810 werd het kasteel in laatclassicistische stijl verbouwd in opdracht van Lodewijk van Colen. Hij verving de Franse tuin door een tuin in Engelse landschapsstijl. In 1805 werden ook de dienstgebouwen vernieuwd en het poortgebouw werd voorzien van het jaartal 1440 en van kantelen. In de loop van de 19e eeuw kwam het in bezit van de familie Moretus en het was Oswald Moretus-Plantin die het kasteel in 1937 liet herstellen in de 17e-eeuwse toestand, naar ontwerp van Adrien Blomme.

## Domein
De voorhof wordt betreden door een poortgebouw, geflankeerd door twee torentjes en een kern die uit de 15e, 17e en 19e eeuw stamt. Dit alles wordt weer geflankeerd door twee vleugels met stallingen, koetshuis, oranjerie en paardenstal. In de voorhof zijn de 17e- en 18e-eeuwse beelden uit de voormalige Franse tuin opgesteld, welke figuren uit de mythologie voorstellen. Aan de rand van het domein staat een kapel van 1919.
Het eigenlijke kasteel is een U-vormig bouwwerk. Het omvat een aantal salons zoals de laatclassicistiche vestibulesalon en een groen salon, behangen met 18e-eeuws namaak-Chinees behang.
In de Engelse tuin staan een aantal monumentale bomen. Ten zuiden daarvan bevindt zich het Bos van Moretus.